# Salomé Jashi

Salomé Jashi 2012 in Zürich.

Salomé Jashi [ˈdʒ⁠ɑ⁠ʃ⁠ɪ⁠] (georgisch სალომე ჯაში / Salome Dschaschi; * 5. Juni 1981 in Tiflis, Georgische SSR, Sowjetunion) ist eine georgische Dokumentarfilmerin.

## Leben
Salomé Jashi studierte zunächst Journalistik an der Staatlichen Universität Tiflis und arbeitete mehrere Jahre als Reporterin, bevor sie Dokumentarfilm an der Royal Holloway, University of London studierte. Nach ihrer Rückkehr nach Georgien gründete sie die Produktionsfirma Sakdoc Film.
In ihrem Dokumentarfilm Taming the Garden, bei dem Jashi auch das Drehbuch schrieb und Kamera führte, zeigt sie, wie einige riesige Bäume, die an der Küste Georgiens wachsen, samt Wurzel ausgegraben und fertig für die Reise gemacht werden, da sie von Bidsina Iwanischwili, dem ehemaligen  Premierminister von Georgien, bestellt wurden. Eine erste Vorstellung des Films erfolgte Ende Januar 2021 beim Sundance Film Festival. Im Juni 2021 wurde er beim Berlinale Summer Special vorgestellt.

## Filmografie
- 2006: Their Helicopter (Dokumentarkurzfilm)
- 2009: Speechless (Kurzfilm)
- 2010: The Leader ist always right (Dokumentarfilm)[6]
- 2011: Bakhmaro heißt Paradies (Dokumentarfilm)
- 2016: The Dazzling Light of Sunset (Dokumentarfilm)
- 2021: Taming the Garden (Dokumentarfilm)

## Auszeichnungen
International Human Rights Film Festival Docudays
- 2021: Auszeichnung im Hauptwettbewerb (Taming the Garden)[7]

Sundance Film Festival
- 2021: Nominierung für den World Cinema Documentary Grand Jury Prize (Taming the Garden)